# Średni kwadrat ciśnienia akustycznego

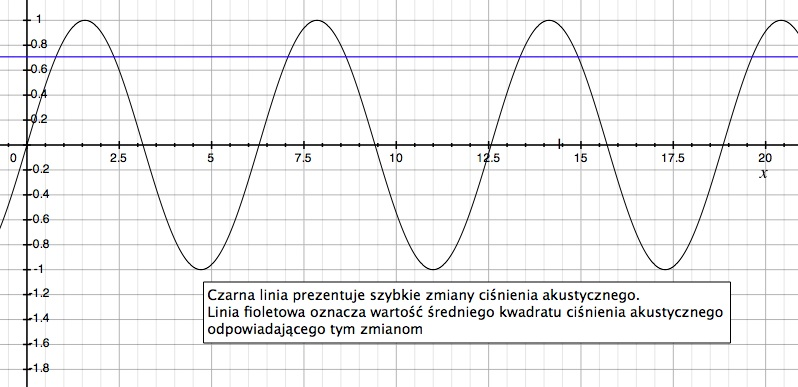
Średni kwadrat ciśnienia akustycznego

Średni kwadrat ciśnienia akustycznego – określa uśrednioną w czasie, podniesioną do kwadratu wartość ciśnienia akustycznego.
Operacja uśredniana dokonywana jest przez układ słuchowy człowieka, a szybkie zmiany ciśnienia akustycznego nie są percypowane. Mierniki poziomu dźwięku mają możliwość ręcznego ustawienia stałej czasowej uśredniania (długość odcinków czasowych, w których ciśnienie jest uśredniane). Dla człowieka, aby zarejestrowana została przez niego dana wysokość tonu, wymagane jest 10 pełnych zmian ciśnienia.
Wzór na średni kwadrat ciśnienia akustycznego:
{\displaystyle \left\langle {p^{2}}\right\rangle ={\frac {1}{\tau }}\int \limits _{0}^{\tau }{p^{2}(t)\,dt}}
gdzie:
{\displaystyle \tau } – stała czasowa uśredniania,
{\displaystyle t} – czas z przedziału uśredniania.